# Volierenhaltung
Als Volierenhaltung bezeichnet man die Unterbringung von Nutz- oder Ziergeflügel in mit Draht oder festem Dach überdachten Großkäfigen (Volièren) im Freien, aber auch eine modifizierte Form der herkömmlichen Käfighaltung von Legehennen.

## Kleinsäuger
Bei Volieren zur Haltung von Kleinsäugern (z. B. Hörnchen) sind die Käfige meist am Boden robuster beschaffen, aufgrund der Verunreinigung mit Urin.

## Nutz- oder Ziergeflügel
Volieren zur Haltung von Nutzgeflügel (z. B. Hühner, Enten und Gänse) sind oft sehr groß dimensioniert, da meist eine große Anzahl an Tieren zur landwirtschaftlichen Nutzung gehalten wird.
Im Ziergeflügelbereich der Kleintierzucht werden weniger Tiere in einer Voliere gehalten, da z. B. bei Enten eine zusätzliche Wasserfläche benötigt wird. Man beachte hierbei die Mindestanforderungen für Volierenhaltung, die vom deutschen Tierschutzgesetz geregelt werden.

## Ziervögel
Bei Volieren zur Haltung von Ziervögeln (z. B. Sittiche oder Kleinvögel) sind die Käfige meistens an mindestens drei Seiten vergittert beziehungsweise mit Draht bespannt und oben wetterfest abgedeckt. So erhalten die Tiere ausreichend Frischluft und vor allem Tageslicht, ohne dabei dem Risiko durch Katzen oder Marder verletzt oder getötet zu werden ausgesetzt zu sein. Man beachte hierbei die Mindestanforderungen für Volierenhaltung, die vom deutschen Tierschutzgesetz geregelt werden.